# 龍首腔吻鱈
龍首腔吻鱈，為輻鰭魚綱鱈形目鼠尾鱈科的其中一種，分布於西太平洋菲律賓呂宋島北部海域，屬深海底棲性魚類，深度432-761公尺，體長可達28.7公分，生活習性不明。